# 前62年
| 千纪： | 前1千纪 |
| 世纪： | 前2世纪 \| 前1世纪 \| 1世纪                                                                                |
| 年代： | 前90年代 \| 前80年代 \| 前70年代 \| 前60年代 \| 前50年代 \| 前40年代 \| 前30年代                           |
| 年份： | 前67年 \| 前66年 \| 前65年 \| 前64年 \| 前63年 \| 前62年 \| 前61年 \| 前60年 \| 前59年 \| 前58年 \| 前57年 |
| 纪年： | 西汉元康四年                                                                                               |

## 大事记
- 中国
  - 汉朝军队放弃车师。
  - 汉宣帝下诏规定八十岁以上的老人，不是诬告、杀伤人，都不追究责任。

## 逝世
- 喀提林，是罗马的政治家，罗马元老
- 尹翁归，西汉东海太守、右扶风

- 張安世，西汉大司马

- 韋賢，西汉丞相